# Các tổn thương cơ bản trong bệnh da liễu
Tổn thương cơ bản là những tổn thương đặc hiệu của mỗi bệnh da liễu, nghiên cứu các tổn thương cơ bản là một phần rất quan trọng trong việc chẩn đoán các bệnh da liễu. Tổn thương cơ bản là những tổn thương phát ra da và niêm mạc ngay từ đầu, hoặc phát ra trong quá trình tiển triển của một bệnh da liễu, là triệu chứng mà ta phải dựa vào đó để chẩn đoán bệnh

## Phân loại

### Tổn thương bằng phẳng với mặt da
- Dát đỏ: Được hình thành là do tình trạng viêm nhiễm tại chỗ ở da, hoặc hiện tượng dãn mạch xung huyết đơn thuần, các mạch máu dưới da giãn nở lượng máu tại chỗ nhiều hơn bình thường ánh lên mặt da nên ta thấy đỏ. Nếu hồng cầu không thoát ra khỏi lòng mạch gọi là dát xung huyết, nếu thoát ra khỏi lòng mạch gọi là dát xuất huyết. Làm nghiệm pháp ấn kính để phân biệt được hai loại trên: nếu mất màu là xung huyết, nếu không mất màu là dát xuất huyết.
- Dát thâm: Được hình thành do sự tăng sắc tố melamin tại chỗ ở da, có thể ngay từ đầu hoặc sau một bệnh da khác: dát thâm ở bệnh thâm da nhiễm độc, bớt sắc tố bẩm sinh, tàn nhang, vết thâm sau khi bị gẻ...
- Dát trắng: Được hình thành do mất hoặc giảm sắc tố melamin tại chỗ: dát bạch biến, dát trong bệnh phong, dát bênh lang ben...
- Dát nhiễm dị vật: hay xuất hiện ở những người tiếp xúc nhiều và lâu dài với hóa chất, dầu mỏ, than đá, dị vật vào qua lỗ chân lông dần ngấm sâu vào da, ngoài ra còn xuất hiện ở những người xăm da.
- Bớt bẩm sinh: tổn thương phát sinh ngày từ còn trong bụng mẹ, bớt có nhiều loại màu sắc khác nhau

### Tổn thương nổi cao trên mặt da
- Tổn thương nổi cao và lỏng:

- Mụn nước: tổn thương nhỏ bằng đầu đinh gim, hạt tẩm hay hạt kê, kích thước từ 1 – 3 mm, bên trong chứa nước, nằm ở lớp tế bào gai của thượng bì, mụn nước khi dập vỡ sẽ đóng vảy tiết trong, khi lành không để lại sẹo

- Bọng nước: hình bán cầu, kích thước lớn hơn mụn nước, thường bằng hạt đỗ, hạt ngô,đường kính trên 3 mm hoặc tới 1 – 2 cm. Bọng nước nằm ở lớp gai của thượng bì, khi lành không để lại sẹo, nếu bọng nước ở trung bì khi lành để lại sẹo, bọng nước dập vỡ cũng đóng vảy tiết

- Phồng nước: cũng giống nhưng bọng nước nhưng kích thước to hơn, hình dáng bất kỳ, gặp trong bỏng, nhiễm độc da dị ứng thể bọng nước...

- Mụn mủ: Hình bán cầu nổi cao trên da, giống như mụn nước hoặc bọng nước nhưng chứa mủ, mụn mủ có thể ở nang lông. Thương tổn có thể ở thượng bì hoặc trung bì

- Tổn thương cao và chắc

- Sẩn phù: Được hình thành do dịch huyết thanh thoát vào các kẽ gian bào làm mặt da nổi cao căng phồng thành từng mảng, có thể màu đỏ hoặc trắng bệch, tổn thương có đặc điểm xuất hiện nhanh, mất đi nhanh và khi khỏi không để lại dấu vết gì trên da, thương tổn này gặp trong bệnh mề đay

- Sẩn: Hình bán cầu, hình chóp hay hình chóp cụt, nổi cao trên da, kích thước có thể bằng hạt tấm, hạt đỗ, hạt ngô. Sẩn xuất hiện do tăng sinh thượng bì hoặc do thâm nhiễm tế bào ở nhú bì do vậy có mật độ chắc, khi khỏi sẩn không để lại sẹo: Sẩn trong bệnh giang mai, sẩn do côn trùng đốt...

- Củ: Hình thành do sự tập trung thâm nhiễm tế bào ở lớp sâu của trung bì, tạo thành tổn thương chắc nổi cao, trong quá trình tiến triển có hiện tượng hoại tử nên có loét và để lại sẹo: củ trong bệnh phong, bệnh lao..

- Cục và gôm: hình thành do thâm nhiễm tế bào ở trung bì, hoặc hạ bì dưới da tạo nên thương tổn nổi cao hình bán cầu và chắc to bằng hạt đỗ hạt ngô, hoặc to hơn nữa, tiến triển thường loét và để lại sẹo. Gôm cũng giống như cục nhưng tiến triển chậm hàng tháng và trải qua 4 giai đoạn: cứng, mềm,loét và thành sẹo.

- Sùi thịt: Xuất hiện do quá sản của lớp tế bào gai, hoặc của nhú bì, thương tổn sùi cao trên mặt da trông giống như mào gà, hoa sup lơ

### Tổn thương thấp hơn mặt da
- Vết trợt: Chỉ mất một phần lớp thượng bì, hoặc một phần niêm mạc. rất nông màu đỏ, rỉ dịch huyết thanh, khi lành không để lại sẹo
- Vết loét: Tổn thương sâu đến tận trung bì, hạ bì hoặc sâu hơn làm mất một phần da, niêm mạc, đáy có mủ hoặc máu, khi lành để lại sẹo.
- Vết xước: tổn thương hình thành do gãi, chà xát làm mất thượng bì hoặc sâu hơn
- Sẹo: Là tổ chức liên kết thay thế lớp tế bào đã mất ở vết loét, vết nứt sâu, nó thể hiện sự ổn định của tổn thương, sẹo cũng có thể lồi cao lên gọi là sẹo lồi

## LIÊN KẾT NGOÀI
- Bộ môn da liễu đại học y thái bình Lưu trữ ngày 3 tháng 9 năm 2011 tại Wayback Machine